# Maturité (certificat)
Pour les articles homonymes, voir Maturité (homonymie).
Dans le domaine de l'enseignement scolaire, la maturité est un certificat délivré à la fin des études secondaires (niveau CITE/ISCED 3, correspondant au diplôme de baccalauréat en France) dans certains pays francophones (Suisse).
C'est également la traduction littérale du nom de l'examen (ou du certificat) de fin d'études secondaires correspondant dans de nombreux autres pays d'Europe centrale et orientale comme : Albanie (matura shtetërore, soit maturité d'État), Allemagne (Reifeprüfung, Reifezeugnis ou Abitur), Autriche (Reifeprüfung ou Matura), Bosnie-Herzégovine (matura), Bulgarie (държавни зрелостни изпити ou матура), Croatie (državna matura, soit maturité  d'État), Hongrie (érettségi (vizsga)), Israël (בגרות, bagrout), Italie (esame di Stato ou maturità), Lituanie (Brandos atestatas), Pologne (egzamin dojrzałości, puis egzamin maturalny, couramment matura), Slovaquie (maturita), Slovénie (matura), Suisse allemande (Matura ou Maturität), italienne (maturità) et romanche (maturitad), République tchèque (maturita).

## Belgique
- Maturité (Belgique)

## Italie
- L'examen de maturité (en italien : esame di maturità) ou examen d'État (en italien : esame di Stato), aussi simplement appelé « maturité » (maturità)

## Israël
- Bagrout/בגרות ou Behinat Bagrut/בחינת בגרות (« examen de maturité ») est un équivalent du baccalauréat et constitue le diplôme de fin d'études secondaires. On utilise aussi le pluriel "Bagrouyot" pour parler des différentes matières.

## Suisse
En Suisse, il existe trois types de maturités (familièrement abrégés « matu ») :
- la maturité gymnasiale, qui permet d'entrer à l'université ;
- la maturité professionnelle, qui peut être obtenue à l'issue d'une formation professionnelle initiale et qui permet d'entrer dans une haute école spécialisée correspondant à sa filière d'études ;
- la maturité spécialisée, qui peut être obtenue au terme d'une formation en école de culture générale et qui permet généralement l'accès à une haute école spécialisée correspondant à sa filière d'études.

## Voir également